# 町屋二丁目停留場
町屋二丁目停留場（日语：／ Machiya-nichōme teiryūjo */?）是位於東京都荒川區荒川六丁目，屬於荒川線的停留場。

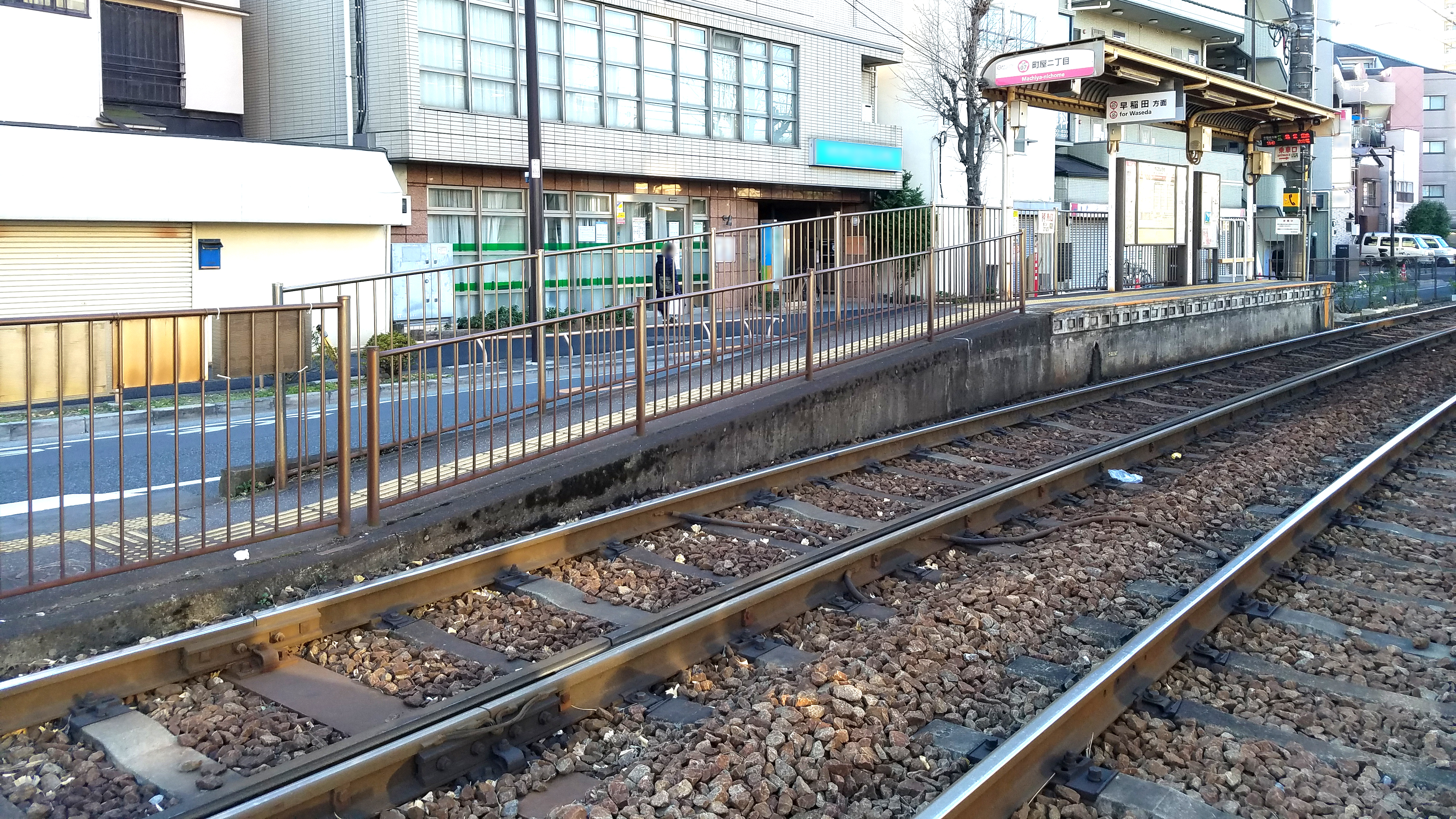
往早稻田方向的月台(2021年1月)

## 歷史
1913年4月1日作為町屋停留場開業。後來改名為町屋二丁目停留場。

## 停留場構造
本站為對向式月台2面2線的地面車站。
| 月台 | 路線                   | 方向 | 目的地                       |
| ---- | ---------------------- | ---- | ---------------------------- |
| 南側 | 都電荒川線（東京櫻電） | 上行 | 熊野前、王子站前、早稻田方向 |
| 北側 | 都電荒川線（東京櫻電） | 下行 | 三之輪橋方向                 |

## 相鄰停留場
東京都交通局
 都電荒川線（東京櫻電）
東尾久三丁目（SA 08）－町屋二丁目（SA 07）－町屋站前（SA 06）

## 外部連結
- 町屋二丁目停留場 （页面存档备份，存于） - 東京都交通局